# Klondike (circonscription territoriale)
Pour les articles homonymes, voir Klondike.
Circonscription électorale territoriale du Canada
Klondike est une circonscription électorale territoriale du Yukon au (Canada).
L'actuel député territorial est le chef du Parti libéral Sandy Silver.

## Liste des députés
|  | 1978 - 1982     | Meg McCall         | Progressiste-Conservateur |
|  | 1982 - 1985     | Meg McCall         | Progressiste-Conservateur |
|  | 1985 - 1989     | Art Webster        | Néo-Démocrate             |
|  | 1989 - 1992     | Art Webster        | Néo-Démocrate             |
|  | 1992 - 1996     | David Millar       | Parti du Yukon            |
|  | 1996 - 2000     | Peter Jenkins (en) | Parti du Yukon            |
|  | 2000 - 2002     | Peter Jenkins (en) | Parti du Yukon            |
|  | 2002 - 2005     | Peter Jenkins (en) | Parti du Yukon            |
|  | 2005 - 2006     | Peter Jenkins (en) | Indépendant               |
|  | 2006 - 2011     | Steve Nordick      | Parti du Yukon            |
|  | 2011 - 2016     | Sandy Silver       | Libéral                   |
|  | 2016 - 2021     | Sandy Silver       | Libéral                   |
|  | 2021 - en cours | Sandy Silver       | Libéral                   |

Légende : Le nom en gras signifie que la personne a été chef d'un parti politique.